# Río Varosa
El Varosa es un corto río portugués, afluente del Duero por la margen izquierda, que discurre íntegramente por tierras del distrito de Viseo.
El Varosa nace en la freguesia de Várzea da Serra, en el concelho de Tarouca, atraviesa, entre otras, las localidades de São João de Tarouca y Mondim da Beira y tras 45 km de curso desemboca en el Duero en el lugar de Varais, freguesia de Cambres y concelho de Lamego, enfrente de la ciudad de Peso da Régua. A lo largo de su curso recibe por la derecha las aguas del río Balsemão y por la izquierda las de los arroyos de Salzedas y Tarouca.
El río permite en diversos puntos de su curso la práctica del piragüismo y otros deportes extremos. Ofrece, además, las playas fluviales de Mondim da Beira, Ucanha y Várzea da Serra. En su tramo final se sitúa la presa y central hidroeléctrica de Varosa, puestas en funcionamiento en 1976.